# ویکفورد
ویکفورد (به انگلیسی: Wickford) یک شهرک در بریتانیا است که در اسکس واقع شده‌است. ویکفورد ۳۳٬۴۸۶ نفر جمعیت دارد.